# Rudolf Vavrouch
Rudolf Antoni Franciszek Vavrouch (ur. 19 stycznia 1888 w Rycerce Dolnej, zm. wiosną 1940 w Charkowie) – major piechoty Wojska Polskiego, ofiara zbrodni katyńskiej.

## Życiorys
Urodził się 19 stycznia 1888 we wsi Rycerka Dolna, w ówczesnym powiecie żywieckim Królestwa Galicji i Lodomerii, w rodzinie Franciszka, radcy leśnictwa I stopnia Dyrekcji Dóbr Żywieckich i Jadwigi z Muchów.
W 1908 rozpoczął zawodową służbę wojskową w cesarskiej i królewskiej Armii. Na stopień chorążego piechoty został mianowany ze starszeństwem z 1 września 1908 i wcielony do 13 galicyjskiego batalionu strzelców polnych w Innsbrucku. Na stopień podporucznika został awansowany ze starszeństwem z 1 listopada 1911, a na porucznika ze starszeństwem z 1 sierpnia 1914. W szeregach 13 batalion strzelców polnych walczył podczas I wojny światowej. Był ranny.
16 października 1919 został przyjęty do Wojska Polskiego z byłej armii austro-węgierskiej, z zatwierdzeniem posiadanego stopnia porucznika i przydzielony do Głównego Kwatermistrzostwa. Wziął udział w wojnie z bolszewikami. W sierpniu 1920 objął dowództwo VI lwowskiego batalionu etapowego. Po wojnie pełnił służbę w 3 pułku strzelców podhalańskich w Bielsku. 26 marca 1921 został zatwierdzony z dniem 1 kwietnia 1920 w stopniu kapitana, w grupie oficerów byłej armii austro-węgierskiej, a 3 maja 1922 zweryfikowany w tym stopniu ze starszeństwem od 1 czerwca 1919 i 35. lokatą w korpusie oficerów piechoty. 10 lipca 1922 został przeniesiony do 5 pułku piechoty Legionów w Wilnie i zatwierdzony na stanowisku pełniącego obowiązki dowódcy batalionu. W 1923 pełnił obowiazki dowódcy batalionu sztabowego pułku. 31 marca 1924 prezydent RP nadał mu stopień majora ze starszeństwem z dnia 1 lipca 1923 i 11. lokatą w korpusie oficerów piechoty. W tym samym roku został przesunięty na stanowisko dowódcy I batalionu. W lutym 1926 został przydzielony z 5 pp Leg. do Powiatowej Komendy Uzupełnień Wilno na stanowisko kierownika I referatu administracji rezerw i zastępcy komendanta. W grudniu tego roku został przesunięty na stanowisko pełniącego obowiązki komendanta PKU Wilno Powiat. 23 grudnia 1927 został przeniesiony do kadry oficerów piechoty z pozostawieniem na dotychczas zajmowanym stanowisku. Z dniem 30 czerwca 1934 został przeniesiony w stan spoczynku.
W nieznanych okolicznościach, po agresji ZSRR na Polskę (17 września 1939), dostał się do sowieckiej niewoli i został osadzony w obozie w Starobielsku. Wiosną 1940 został zamordowany przez funkcjonariuszy NKWD w Charkowie i pogrzebany w Piatichatkach. Od 17 czerwca 2000 spoczywa na Cmentarzu Ofiar Totalitaryzmu w Charkowie. Figuruje na tzw. liście Gajdideja (poz. 479).
5 października 2007 minister obrony narodowej Aleksander Szczygło mianował go pośmiertnie na stopień podpułkownika. Awans został ogłoszony 9 listopada 2007, w Warszawie, w trakcie uroczystości „Katyń Pamiętamy – Uczcijmy Pamięć Bohaterów”.

## Ordery i odznaczenia
- Krzyż Zasługi Wojskowej 3 klasy z dekoracją wojenną i mieczami[13]
- Brązowy Medal Zasługi Wojskowej z mieczami na wstążce Krzyża Zasługi Wojskowej[13]
- Krzyż Jubileuszowy Wojskowy – 1908[37]